# 太田本郷城
太田本郷城（おおたほんごうじょう）は、富山県富山市太田南町にあった日本の城。

## 規模
所在地は、現在石碑が建つ周辺にあったのではないかとされていたが、1991年（平成3年）と2000年（平成12年）の発掘調査により、その場所から東へと延びる堀や曲輪内の建物とみられる掘立柱建物跡などが発掘され、堀の中からは16世紀後半のかわらけが大量に発見された。恐らく戦時の祭祀行為に使用されたものと推定されている。遺構の発見や地籍図などによる検討から、城域はある程度復元されてきている。

## 歴史
- 元亀4年（1573年）、上杉謙信の配下で越中方面の総指揮官であった越中国松倉城主河田長親によって築かれた。元亀3年（1578年）に一向一揆に備えて長親が陣を張り、翌年に「向城」を築いたという記録があり、これが城の始まりという[2]。この年、越中国富山城に拠った一向一揆勢は謙信によって撃退され、長親は越中国太田下郷（太田保に比定されるか）を拝領しており、太田保支配の拠点の一つとして築かれたものと思われる。どの城の「向城」として築かれたのかは不明だが、長親は越中国今泉城に代官を置いて周辺を支配したと考えられることから、今泉城の「付城」として築かれたとも考えられる。
- 天正6年（1578年）3月、謙信が死去し御館の乱が勃発。越中国にも動揺が広がった。長親は引き締めに努めるが、この状況を好機とみた織田信長は越中国人衆に調略を仕掛けて越中国城生城城主斎藤信利、信吉兄弟等を寝返らせると共に、飛騨国から神保長住、斎藤利治等を送り込んだ。越中国津毛城を攻略された上杉勢は太田本郷城を放棄して今泉城に入り、織田勢は労せずして太田本郷城に入城。月岡野の戦いを経て今泉城を落とし、織田勢は一時的に越中国攻略の足場を築いた。その後の太田本郷城の動向は不明だが、同年12月に「椎名駿河守」（椎名景直か）なる者が上杉方から織田方へと寝返って、その見返りとして信長より越中国太田保を賜っており（『織田信長朱印状』）、彼が太田本郷城へ入った可能性もある。利治が治めたという説もあるが、彼は以後本能寺の変に至るまで織田信忠に付随している。なお、江戸時代の越中国今泉の十村に利治の後裔を称する斎藤家があった。

## 現在
城跡の遺構は埋没して水田になっており、石碑と案内板が辛うじて城跡であることを示しているのみである。推定城域内には利治の菩提寺である円光寺が建ち、利治の娘の皮膚病を治したと伝わる的場の清水など、利治ゆかりの場所も散見される。また、加賀藩より代々奥山廻役を任されていた豪農宅で国の重要文化財に指定されている浮田家住宅も至近にあり、城域に面するように旧立山街道が通っている。